# Les Forges d'Antoigné
Les Forges d'Antoigné est une ode de Tristan L'Hermite dédiée au baron de Lavardin, entre 1632 et 1640. Longtemps inédite, inconnue de Napoléon-Maurice Bernardin dans ses travaux principalement consacrés aux œuvres dramatiques, à la fin du XIXe siècle, l'ode est ajoutée en appendice de Tristan ou L'éloge d'un poète par Amédée Carriat, en 1955. En 1962, Philip Wadsworth reproduit le poème intégralement dans son choix de Poésies de Tristan pour Pierre Seghers.

## Présentation

### Contexte
De 1632 à 1640, Tristan L'Hermite « fréquente l'hôtel de Mme de Modène qu'il avait connue au Grand-Pressigny chez Montpezat, ou bien, l'été, la visite dans le Maine. C'est vraisemblablement l'époque où il dédie à Beaumanoir, baron de Lavardin et sénéchal du Maine, cette pièce demeurée inconnue de Bernardin, Les Forges d'Antoigné ».

### Publication
Longtemps inédite, inconnue de Napoléon-Maurice Bernardin dans ses travaux principalement consacrés aux œuvres dramatiques de Tristan, à la fin du XIXe siècle, l'ode est ajoutée en appendice de Tristan ou L'éloge d'un poète par Amédée Carriat, en 1955.

## Analyse
Amédée Carriat considère que « les Visions de Saint-Amant sont célèbres. Celles de Tristan sont pratiquement inconnues, parce que les textes en question n'ont pas été réédités ». Parmi ceux-ci, Les Forges d'Antoigné se présentent comme une « description des bords de la Sarthe assaisonnée d'images mythologiques », en quatorze dizains d'octosyllabes — le dernier vers de chaque strophe étant un alexandrin :
| XII Le fer dont la masse allumée Rougit les objets d'alentour Est une image de l'amour Qui gêne mon âme enflammée : Cette enclume, en sa dureté, Représente ma fermeté ; Cette rivière fond mes larmes, Ce brasier ardent mes désirs, Ces marteaux mes vives alarmes Et ces soufflets ont moins de vent que mes soupirs. | XIII Tous les objets qu'on y rencontre Semblent funestes à mes yeux, Mais quand Alcandre est en ces lieux Et que son image s'y montre, Son entretien doux et charmant Me ravit de contentement, Ma peine en mon amour se change, Mes maux demeurent interdits Et par une merveille étrange Ce qui semble un Enfer devient un Paradis. |

### Éditions modernes
- Jean-Pierre Chauveau et al., Tristan L'Hermite, Œuvres complètes (tome III) : Poésie II, Paris, Honoré Champion, coll. « Sources classiques » (no 42), 2002, 736 p. (ISBN 978-2-745-30607-4)
- Philip Wadsworth (présentation et notes), Tristan L'Hermite : Poésies, Paris, Pierre Seghers, 1962, 150 p.

### Ouvrages cités
- Napoléon-Maurice Bernardin, Un Précurseur de Racine : Tristan L'Hermite, sieur du Solier (1601-1655), sa famille, sa vie, ses œuvres, Paris, Alphonse Picard, 1895, XI-632 p. (lire en ligne)
- Amédée Carriat, Tristan, ou L'éloge d'un poète, Limoges, Éditions Rougerie, 1955, 146 p.